# Acanthocidaris hastigera
Espèce
Acanthocidaris hastigera est une espèce d'oursins de la famille des Cidaridae, endémique d'Hawaii.

## Description
Ce sont des oursins réguliers à la coquille (appelée « test ») sphérique légèrement allongée verticalement. L'anus est situé au sommet (à l'apex, au centre du système apical), et la bouche en dessous, face au substrat. Les radioles primaires (piquants) sont clairsemées mais très robustes. Le test est petit (2,5 cm) comparativement aux radioles primaires très longues, effilées et facettées (rhomboïdales), qui peuvent donner un diamètre total approchant les 20 cm. Elles commencent par un col large et long (2-3 cm), ornementé de rangées de nœuds ; elles apparaissent superficiellement lisses. Nettoyées, elles sont blanches sur leur première moitié et colorées de vert ou de bleu vers la pointe. Les radioles orales sont incurvées et ont les bords dentelés ; les radioles secondaires sont jaune-brun, en forme de petites aiguilles de sapin légèrement aplaties.

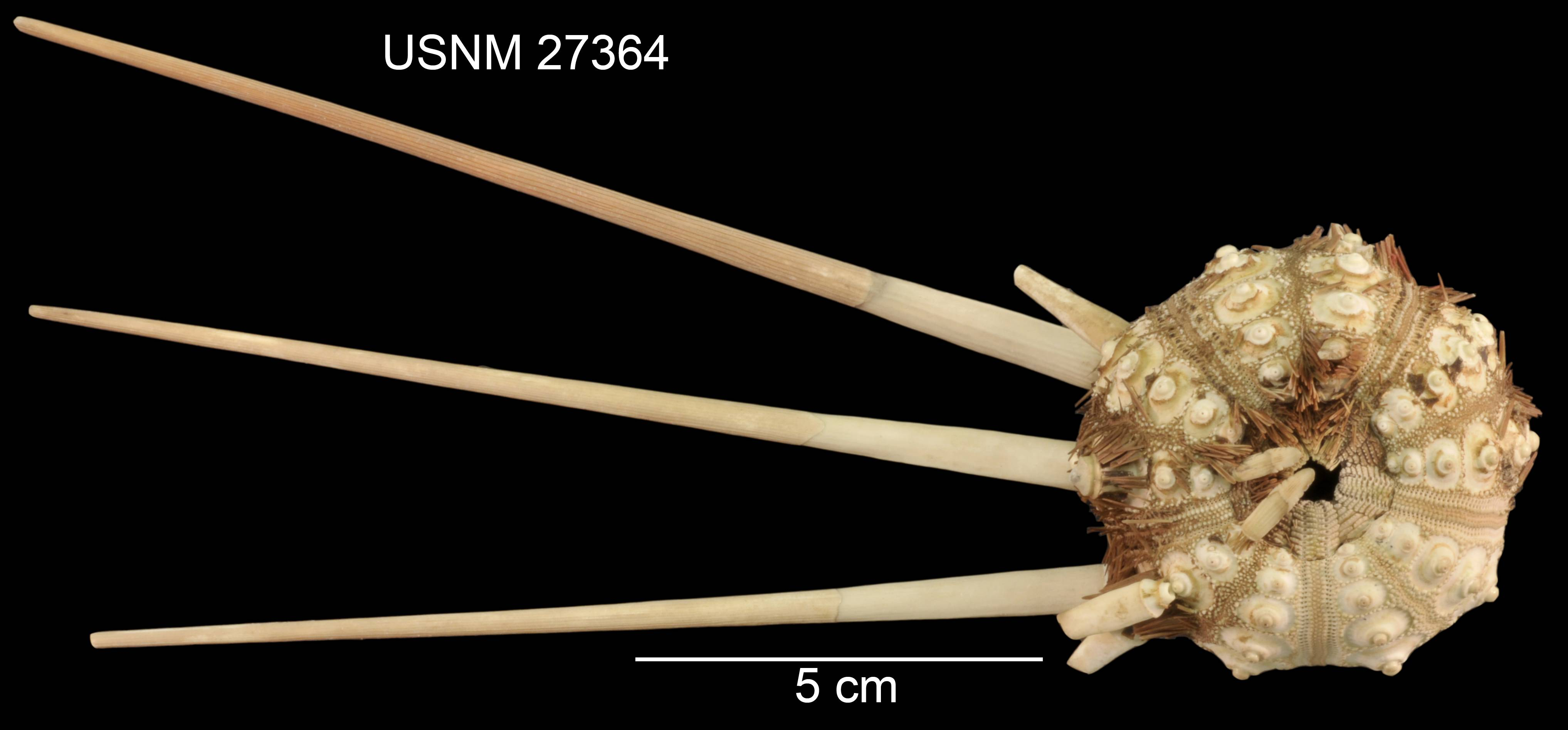
Vue orale.

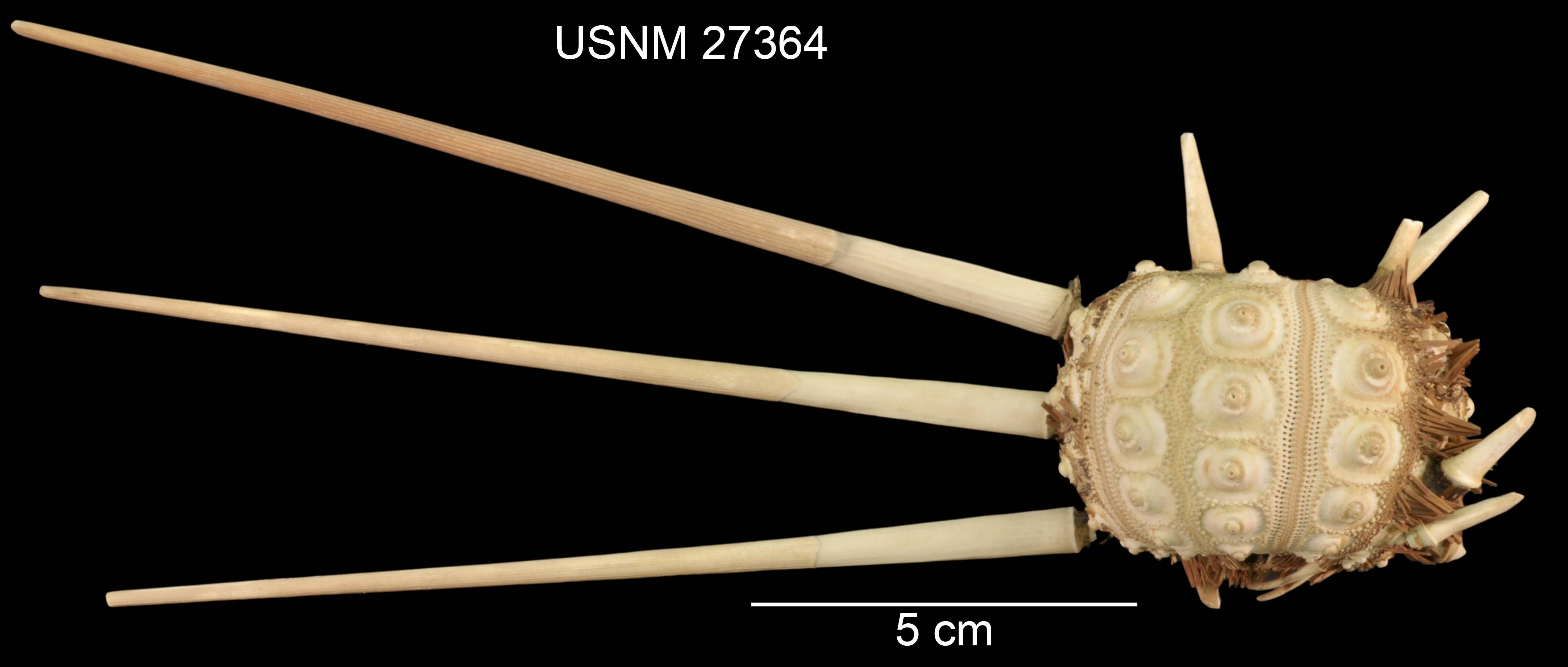
Vue de profil.

## Habitat et répartition
Cette espèce est endémique d'Hawaii, où on la rencontre en grande profondeur, de 50 à 250 m.